# テルミニエロ対シカゴ市事件
テルミニエロ対シカゴ市事件（テルミニエロたいシカゴしじけん、Terminiello v. City of Chicago）337 U.S. 1 (1949)は、合衆国最高裁判所が、「公衆を怒らせ、争いを招き、動揺、または混乱を引き起こしたりする」表現を禁止したシカゴの「治安紊乱罪」条例は、アメリカ合衆国憲法修正第1条と修正第14条に照らして違憲であると判示した裁判。